# Deus Ex: Mankind Divided
Deus Ex: Mankind Divided è un videogioco di ruolo in prima persona con elementi di furtività (stealth), sviluppato da Eidos Montreal e pubblicato da Square Enix per Microsoft Windows, PlayStation 4 e Xbox One nell'agosto 2016. Feral Interactive ha pubblicato il gioco per Linux il 3 novembre 2016, e per macOS nel dicembre 2017. È il quarto gioco della serie Deus Ex ed il seguito diretto di Deus Ex: Human Revolution.
Ambientato in un mondo cyberpunk distopico nel 2029, due anni dopo gli eventi di Human Revolution, Mankind Divided ha come protagonista Adam Jensen, lo stesso del precedente Human Revolution, che possiede innesti corporei tecnologici rinnovati.
Le versioni per Linux e macOS sono state sviluppate da Feral Interactive e pubblicate in versione standard e deluxe, con oggetti di gioco aggiuntivi e DLC.

## Accoglienza
Deus Ex: Mankind Divided ha ricevuto voti positivi dalla critica. Particolarmente apprezzati sono stati la direzione artistica, la progettazione ambientale, i personaggi, la narrazione e la libertà decisionale nell'affrontare il gioco in modi differenti; tra gli aspetti negativi sono state sottolineate la scarsa longevità del gioco, soprattutto rispetto al predecessore, e il finale, che ha lasciato molti punti ambigui e non spiegati esplicitamente. Il gioco è stato candidato per il titolo di Miglior Gioco di Ruolo ai Game Awards del 2016.